# توني جونستون (مقدم تلفزيوني)
توني جونستون (بالإنجليزية: Tony Johnston)‏ هو مقدم تلفزيوني أسترالي، ولد في 9 أبريل 1970 في أستراليا.